# آس‌پخت

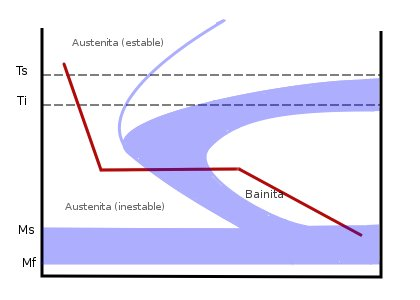
نمودار دما-زمان-دگرگونی.

آس‌پُخت (به انگلیسی: austempering) از جمله روش‌های عملیات حرارتی است که به منظور کاهش تنش‌های حاصل در حین سخت کردن فولادهای کربنی ساده (پرکربن) جانشین سریع سرد کردن مستقیم می‌شود. این فرایند یکی از فرآیندهای عملیات حرارتی است که بر روی فلزات آهنی کربن متوسط و کربن بالا انجام می‌شود که در طی آن ساختار بینیتی در قطعه به‌وجود می‌آید. از آستمپرینگ برای افزایش استحکام، چقرمگی و کاهش اعوجاج استفاده می‌شود.
برای عملیات حرارتی مقاطع نازک فولادهای کربنی ساده تحت شرایطی که سختی در حدود ۵۰ راکول سی کافی بوده و استحکام ضربه و انعطاف‌پذیری بسیار خوبی مورد نیاز باشد، آس‌پخت بهترین روش عملیات حرارتی است. نتایج حاصل از مقایسه چقرمگی و ازدیاد طول برای فولاد ۱۰۹۵ تحت شرایط آس‌پخت‌شده و سریع سرد و بازپخت شده برای سختی یکسان نشان دهنده این مطلب است. علت اصلی افزایش چقرمگی و انعطاف‌پذیری به جایگزین شدن ساختار بینیتی به جای مارتنزیتی مربوط می‌شود.
مانند روش مارت‌پخت (به انگلیسی: martempering)(مجموعهٔ عملیات حرارتی برای تبدیل ساختار آلیاژ به مارتنزیت)، در عملیات آس‌پخت نیز فولادهایی مناسب هستند که از سختی‌پذیری نسبتاً خوبی برخوردار باشند. به نحوی که در ضمن سرد شدن در حمام نمک مذاب یا روغن داغ در دماهای بالا پرلیت تشکیل نشود.

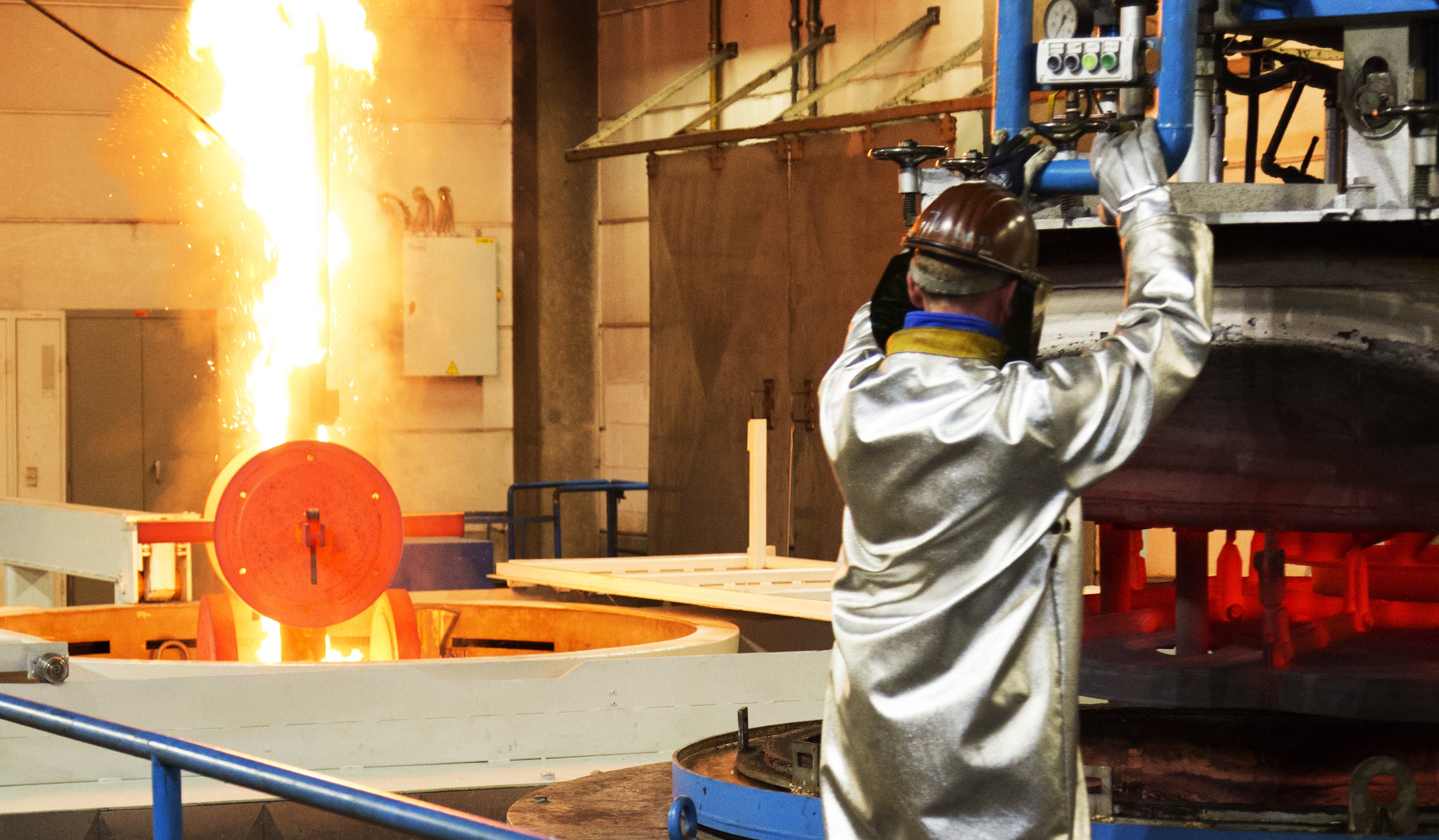
تصویری از عملیات حرارتی فولاد

## تاریخچه
فرایند آس‌پخت نخستین بار در دهه ۱۹۳۰ توسط ادگار سی باین و ادموند اس دیونپورت که در آن زمان برای شرکت فولاد ایالات متحده کار می‌کردند، مورد استفاده قرار گرفت. اینگونه به نظر می‌رسد که ساختار بینیت باید مدت‌ها قبل از کشف آن در فولادها حضور داشته‌باشد، اما به دلیل محدودیت‌های موجود در روش‌های متالوگرافی و ریزساختارهای مختلط که توسط روشهای عملیات حرارتی آن زمان مشخص شده‌اند، شناسایی نشده‌اند. شرایط تصادفی بینBain را به سوی مطالعه تحولات فاز ایزوترمال پیش‌برد. آستنیت و دیگر ساختارهای فولاد در دماهای بالاتر بیش از پیش توصیف پذیر بودند و پیش‌تر مشخص شده بود که آستنیت می‌تواند در دمای اتاق وجود داشته باشد. با توجه به ارتباط بینBain با شرکت فولاد و سیم آمریکا، او از تحولات ایزوترمال استفاده شده در صنعت آگاه بود و شروع به طرح آزمایش‌های جدید کرد.
تحقیقات بیشتر در مورد دگرگونی ایزوترمال فولادها نتیجه ای از کشف بینBain و داونپورت از ریزساختار جدید متشکل از یک "اجزای اچ اگزولیک، تیره" بود. به نظر می‌رسید که این ریزساختار "در یک معیار سختی مشابه از مارتنزیت حرارت دیده شده سخت تر است.
بهره‌برداری تجاری از فولاد بینیتی به یکباره عادی نشد. روشهای معمول عملیات حرارتی در آن زمان دارای روشهای خنک‌کننده مداوم بوده و در عمل قادر به تولید ریزساختارهای کاملاً بینیتی نبودند. طیف وسیعی از آلیاژهای موجود به صورت ریزساختارهای مختلط یا مقادیر بیش از حد مارتنزیت تولید می‌شدند. ظهور فولادهای کم کربن حاوی بور و مولیبدن در سال ۱۹۵۸ باعث شد فولاد کاملاً بینیتی با خنک‌کننده مداوم تولید شود. بنابراین، کاربرد تجاری از فولاد بینیتیک در نتیجه توسعه روش‌های جدیدی برای عملیات حرارتی به وجود آمده‌است، که در آن قطعه در مدت زمان معینی در دمای ثابت نگه داشته می‌شود تا بتوان با ساختار یکپارچه به ادامه عملیات حرارتی پرداخت، که این فرایند آس‌پخت نامیده می‌شود.
یکی از اولین کاربردهای فولاد آس‌پخت شده در جنگ جهانی دوم در پیچ‌های تفنگ‌ها بود. استحکام ضربه زیاد در کنار سختی‌های بالا و اندازه نسبتاً کم اجزای سازنده باعث به کارگیری این نوع فولاد در کاربرد یاد شده بود. طی دهه‌های بعد، فرایند آس‌پخت انقلابی در صنایع ساخت فنر و به دنبال آن بست‌ها ایجاد کرد. این اجزا که معمولاً قسمتهای تشکیل دهنده آنها نازک هستند، نیازی به آلیاژ گران ندارند و به‌طور کلی دارای خواص الاستیک بهتری نسبت به همتایان مارتنزیت خود هستند. سرانجام این نوع فولاد وارد صنعت خودرو شد، جایی که یکی از اولین استفاده‌های آن در اجزای مهم ایمنی بود. اکثر براکت‌های صندلی اتومبیل و اجزای کمربند ایمنی به دلیل استحکام و انعطاف‌پذیری بالا از این نوع فولاد ساخته می‌شود. این خواص به آن امکان می‌دهد بدون خطر شکست ترد انرژی بیشتری را در هنگام تصادفات جذب کند. در حال حاضر، این نوع فولاد همچنین در یاتاقان‌ها، تیغه‌های ماشین چمن زنی، سیستم انتقال قدرت، صفحهات اموج و … استفاده می‌شود. در نیمه دوم قرن بیستم، شروع به استفاده تجاری از عملیات حرارتی آس‌پخت برای تولید چدن گردید. آهن انعطاف‌پذیر برای اولین بار در اوایل دهه ۱۹۷۰ تجاری شد و از آن زمان به یک صنعت بزرگ تبدیل شده‌است.

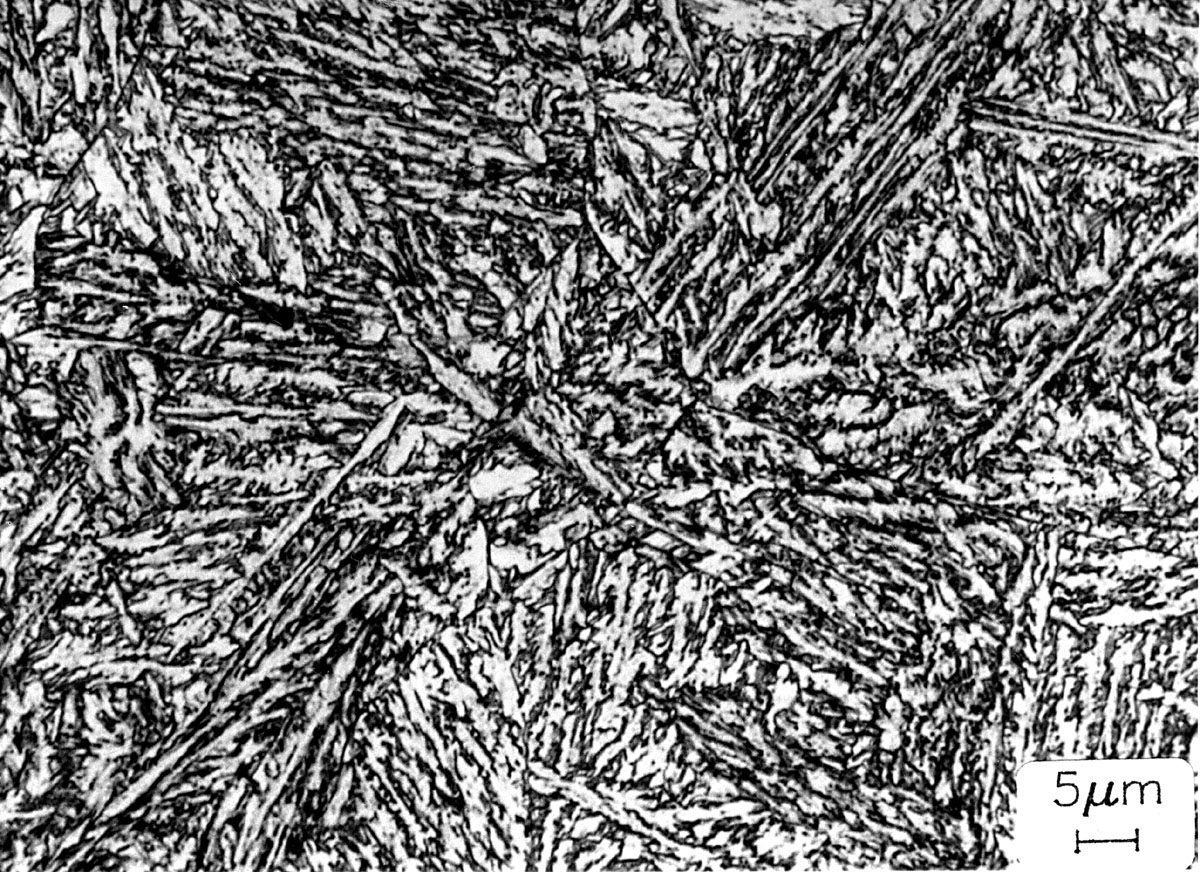
تصویری از ریز ساختار بینیت

## فرایند
تفاوت قابل توجه میان فرایند آس‌پخت و فرایند کونچ کردن و تمپر کردن معمول در این است که در آس‌پخت قطعه کار را مدت زمان مشخصی در دمای کونچ کردن نگه می‌داریم، مراحل پایهٔ این عملیات برای چدن‌ها و فولادها به یک شکل است که در ادامه شرح داده می‌شود:

### آستنیزه کردن
آستنیتی کردن فولاد اغلب اولین مرحله عملیات حرارتی است؛ که برای یکنواخت کردن غلظت کربن در کریستال‌های آستنیت ضروری می‌باشد؛ و به عنوان کلید کنترل سختی در سخت کردن (یا آب دادن) فولاد معروف است. عمل آستنیتی کردن تابع درجه حرارت و زمان می‌باشد. (عامل درجه حرارت مهم‌تر از زمان است) هنگامیکه فولاد به درجه حرارت لازم برای تبدیل شدن به آستنیت می‌رسد، آستنیت در طی مراحل جوانه زنی و رشد تشکیل می‌گردد. به منظور تبدیل کامل در فولادهای هیپوای تکتوئیدی وای تکتوئیدی اغلب ۳۰ تا ۵۰ درجه سلسیوس بالای درجه حرارت خط A3 حرارت داده خواهد شد. درجه حرارت‌های دقیق را می‌توان از نمودار آهن-کربن انتخاب نمود. عموماً درجه حرارت نباید بسیار بالا انتخاب شود. چرا که آستنیت دانه درشت به وجود می‌آید؛ که ممکن است باعث شکستگی یا ایجاد ترک در فولاد شود(در هنگام سرد شدن سریع از این درجه حرارت).مرزهای دقیق ناحیه فاز آستنیت به ساختار شیمیایی آلیاژی که تحت عملیات حرارتی  قرار دارد بستگی دارد.با این حال ، درجه حرارت آستنیزه کردن به طور معمول بین 790 و 915 درجه سانتیگراد (1455 تا 1680 درجه فارنهایت) است.
مقدار زمان صرف شده در این دما با آلیاژ و مشخصات فرآیند برای یک قسمت سخت شده متفاوت خواهد بود.بهترین نتایج زمانی حاصل می شود که آسترنیتیزاسیون به اندازه کافی طولانی باشد که میکروساختار فلزی کاملاً آستنیتی را با محتوای کربن ثابت تولید کند (در این حالت هنوز هم گرافیت در کربن وجود دارد) .در فولادها این ممکن است تنها چند دقیقه پس از رسیدن دمای استحکام در تمام قسمت قطعه طول بکشد ، اما در چدن‌ها زمات بیشتری نیاز است.دلیل این امر این است که کربن باید از گرافیت خارج شود تا زمانی که به غلظت تعادل با درجه حرارت و نمودار فاز رسیده باشد. این مرحله ممکن است در بسیاری از کوره ها ، در حمام نمکی با دمای بالا یا از طریق شعله مستقیم یا گرم کردن القایی انجام شود. روش‎‌های خاص متفاوت و بیشماری برای این مرحله وجود دارد.

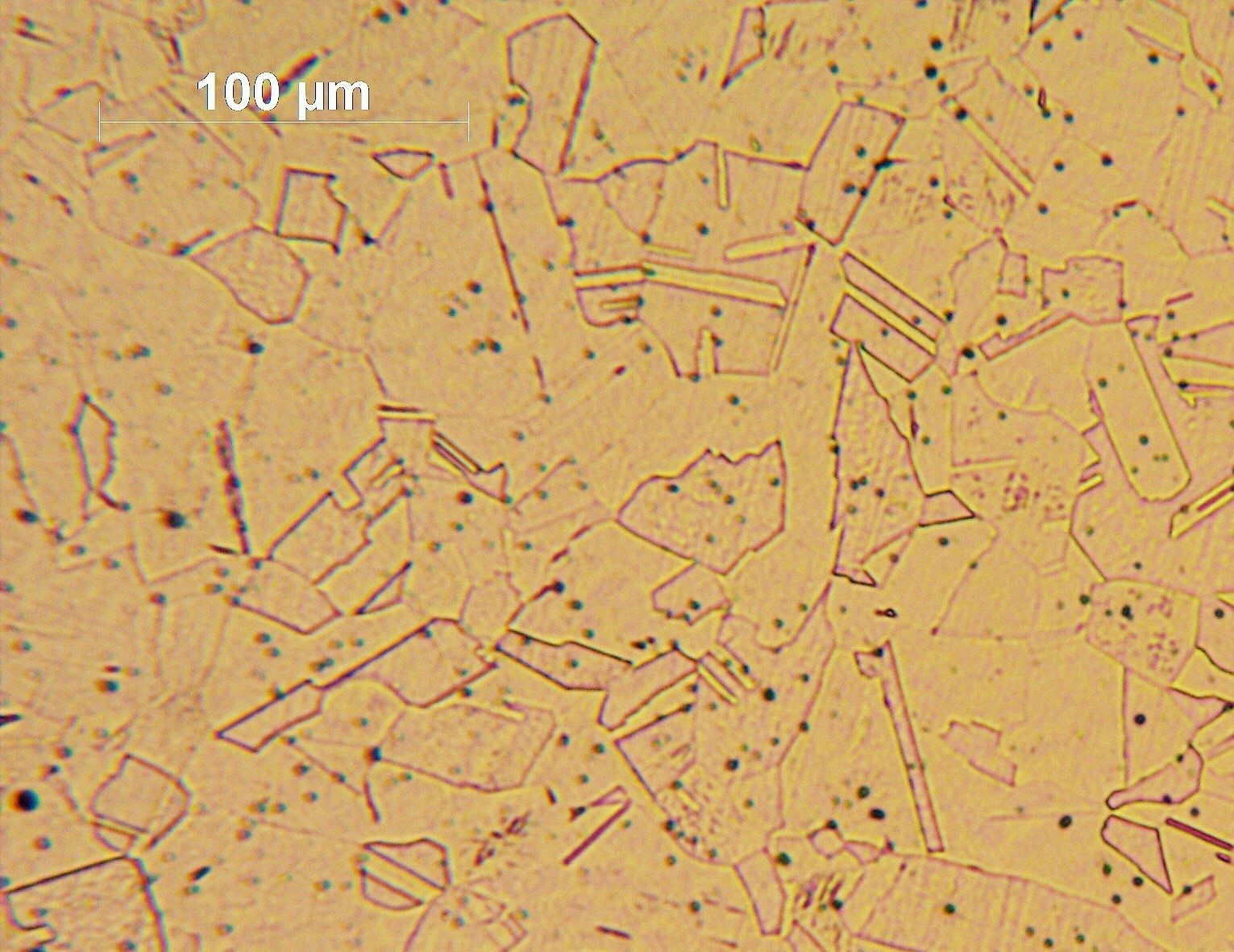
تصویری از ریز ساختار آستنیت

### کوئنچ کردن
شکل‌گیری محلول فوق اشباع - مهم‌ترین مرحله در عملیات حرارتی می‌باشد. هدف آن حفظ شکل محلول جامد شکل گرفته در دمای عملیات حرارتی می‌باشد که این کار با سرد کردن سریع آن انجام می‌شود. همانند کوئنچ و تمپر کردن معمول در تمامی فرایند ها، فولادی که تحت عملیات حرارتی قرار می‌گیرد باید به اندازه کافی سریع سرد شود تا از ایجاد ریز ساختار پرلیت جلو گیری شود. نرخ خنک کردن برای جلوگیری از ایجاد پرلیت به ساختار شیمیایی ریز ساختار آستنیت و نوع آلیاژ بستگی دارد، همچنین نرخ خنک کردن به هندسه و ضخامت قسمت‌های مختلف قطعه وابسته است. در این نوع عملیات حرارتی کوئنچ کردن به طور معمول تا دمایی بالاتر از نقطه شروع مارتنزیت ادامه می‌یابد.در بعضی از فرآیندهای مرسوم ، قطعات دقیقاً در زیر نقطه شروع مارتنزیت کوئنچ می شوند تا ساختار حاصل مخلوطی کنترل شده از ریز ساختار مارتنزیت و بینیت باشد.
دو جنبه مهم در عمل کوئنچ کردن نرخ خنک کردن و همچنین زمان نگه داشتن در دمای مشخص است.متداول ترین روش کوئنچ کردن حمام نمک نیترات مایع  و نگه داشتن قطعه در این حمام  نمک است.به دلیل محدوده دمای محدود برای انجام فرآیند معمولاً کوئنچ کردن در آب یا آب نمک امکان پذیر نیست ، اما از روغنهای با دمای بالا برای یک محدوده دمای مشخص استفاده می شود. کوئنچ کردن و دمای نگهدارنده پارامترهای اصلی فرایند هستند که سختی نهایی و در نتیجه خواص مواد را کنترل می کند.

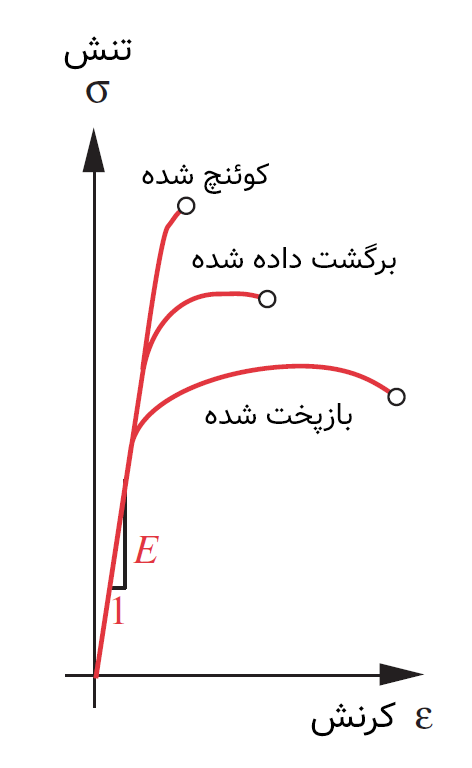
منحنی تنش-کرنش فولاد پس از عملیات حرارتی کوئنچینگ، بازپخت و برگشت دادن. (نمودار تقریبی است)

#### پارامترهای مؤثر در فرآیند کوئنچ[۷]
- شرایط داخلی قطعه کار جهت انتقال گرما به سطح خارجی
- شرایط سطح خارجی قطعه‌کار جهت انتقال گرما به محیط کوئنچ ( ضریت هدایت حرارتی قطعه‌کار)
- پتانسیل جذب حرارتی محیط کوئنچ جهت دریافت گرمای منتقل شده از سطوح خارجی
- توانایی محیط کوئنچ در دفع حرارت تولید شده از طریق جذب گرما در درون خود و پایین ماندن دمای محیط کونچ، انتقال آن به محیط واسطه دیگر و یا انتقال گرما به هوا

نمودار CCT جهت تعیین مدت زمان لازم جهت تشکیل فاز مارتنزیت با توجه به نرخ سرد شدن

#### روش‌های رایج کوئنچ کردن[۷]
- کوئنچ در هوا
- کوئنچ در روغن
- کوئنچ در آب
- کوئنچ در آب نمک
- کوئنچ در نیتروژن مایع
- کوئنچ در مذاب فلزات

### خنک کردن
پس از کوئنچ کردن و نگه داشتن قطعه در دمای مشخص دیگر خطر ترک خوردن وجود ندارد. قطعات در این مرحله به وسیله هوا و معمولاً در دمای اتاق خنک می‌شوند.

### تِمپر کردن
در این فرایند اگر قطعه به اندازه کافی سخت شده باشد و به صورت کامل به ریز ساختار بینیت و یا آسفریت تبدیل شده باشد نیازی به انجام عمل تمپر کردن نمی‌باشد. همانطور که مشخص است تمپر کردن می‌تواند باعث افزایش هزینه فرآیند شود و در زمانی که ریز ساختار به صورت کامل به بینیت یا آسفریت تبدیل شده باشد کاربرد چندانی ندارد.

## مزایا
آس‌پُخت مزایای فراوانی را در ساخت و عملکرد یک قطعه ایجاد می‌کند که در ادامه به شرح آن‌ها می‌پردازیم:
1. افزایش استحکام ضربه ( چقرمگی ) و انعطاف پذیری برای یک سختی مشخص و ثابت
2. حذف و یا کاهش احتمال ترک برداشتن،تغییر شکل دادن و یا ایجاد تنشهای داخلی در ضمن عملیات حرارتی، برای عملیات حرارتی مقاطع نازک فولادهای کربنی ساده تحت شرایطی که سختی در حدود 50 راکول سی کافی بوده و استحکام ضربه و انعطاف پذیری بسیار خوبی مورد نیاز باشد ، آستمپرینگ بهترین روش عملیات حرارتی است. نتایج حاصل از مقایسه چقرمگی و ازدیاد طول برای فولاد 1095 تحت شرایط آستمپر شده ، سریع سرد و باز پخت شده برای سختی یکسان نشان دهنده این مطلب است.علت اصلی افزایش چقرمگی و انعطاف پذیری به جایگزین شدن ساختار بینیتی به جای مارتنزیت مربوط می شود .

در این جا نیز فولادهایی مناسب برای آستمپرینگ اند که از سختی پذیری نسبتا خوبی برخوردار باشند.به نحوی که در ضمن سرد شدن در حمام نمک مذاب یا روغن داغ در دماهای بالا پرلیت تشکیل نشود.در رابطه با آستمپر کردن فولادهای کربنی ساده ( کم کربن ) که از سختی پذیری نسبتا کمی برخوردار بوده و بنابراین زمان لازم برای شروع دگرگونی در حوالی دماغه منحنی آی تی نسبتا کم است ، باید توجه داشت که فقط مقاطع نسبتا نازک‌ ( در حدود حداکثر 5 میلیمتر ) رامی توان با استفاده از روش آستمپرینگ عملیات حرارتی کرد.در حالی که مقاطع نسبتا ضخیم از فولاد های آلیاژی که سختی پذیری نسبتا خوبی داشته باشند را می توان آستمپر نمود. لیکن،اگر سختی پذیری بسیار زیاد باشد ،‌زمان لازم برای دگرگونی آستنیت به بینیت نیز زیاد می شود که در این صورت عملا آستمپر کردن فولاد روش بسیار طولانی بوده و لذا اقتصادی نیست .
بعضی از فولاد های ساختمانی کم آلیا‍‍‍‍‍ژ نظیر فولادهای فنر تا 10 میلیمتر ضخامت و فولاد های کربنی ساده تا حداکثر 5 میلیمتر ضخامت را معمولا آستمپر می کنند.مدت زمان نسبتا طولانی لازم برای انجام کامل دگرگونی آستنیت به بینیت کاربرد عملیات حرارتی آستمپرینگ را در رابطه با فولادهای پر آلیاژ محدود می کنند.
به طور معمول تغییرات بهبود فلز آس‌پُخت شده با کوئنچ و تمپر کردن معمول بر روی ریز ساختار مارتنزیت مقایسه می‌شود که در ادامه به آن اشاره می‌شود.
در فولاد‌ها با سختی بالای 40 راکول سی تغییرات بهبود یافته شامل موارد زیر می‌شود:
- انعطاف پذیری بالاتر ، مقاومت در برابر ضربه و مقاومت در برابر سایش برای سختی معین ،
- اعوجاج کم‌تر با جهت‌گیری‌های تکرار پذیر
- افزایش استحکام خستگی
- مقاومت در برابر خوردگی در شرایط محیط

در چدن‌ها با سختی برینل بین 250 تا 550 تغییرات بهبود یافته شامل موارد زیر می‌شود:
- انعطاف پذیری بالاتر و مقاومت در برابر ضربه برای سختی معین ،
- اعوجاج کم‌تر با جهت‌گیری‌های تکرار پذیر
- مقاومت در برابر سایش بالاتر برای سختی خاص

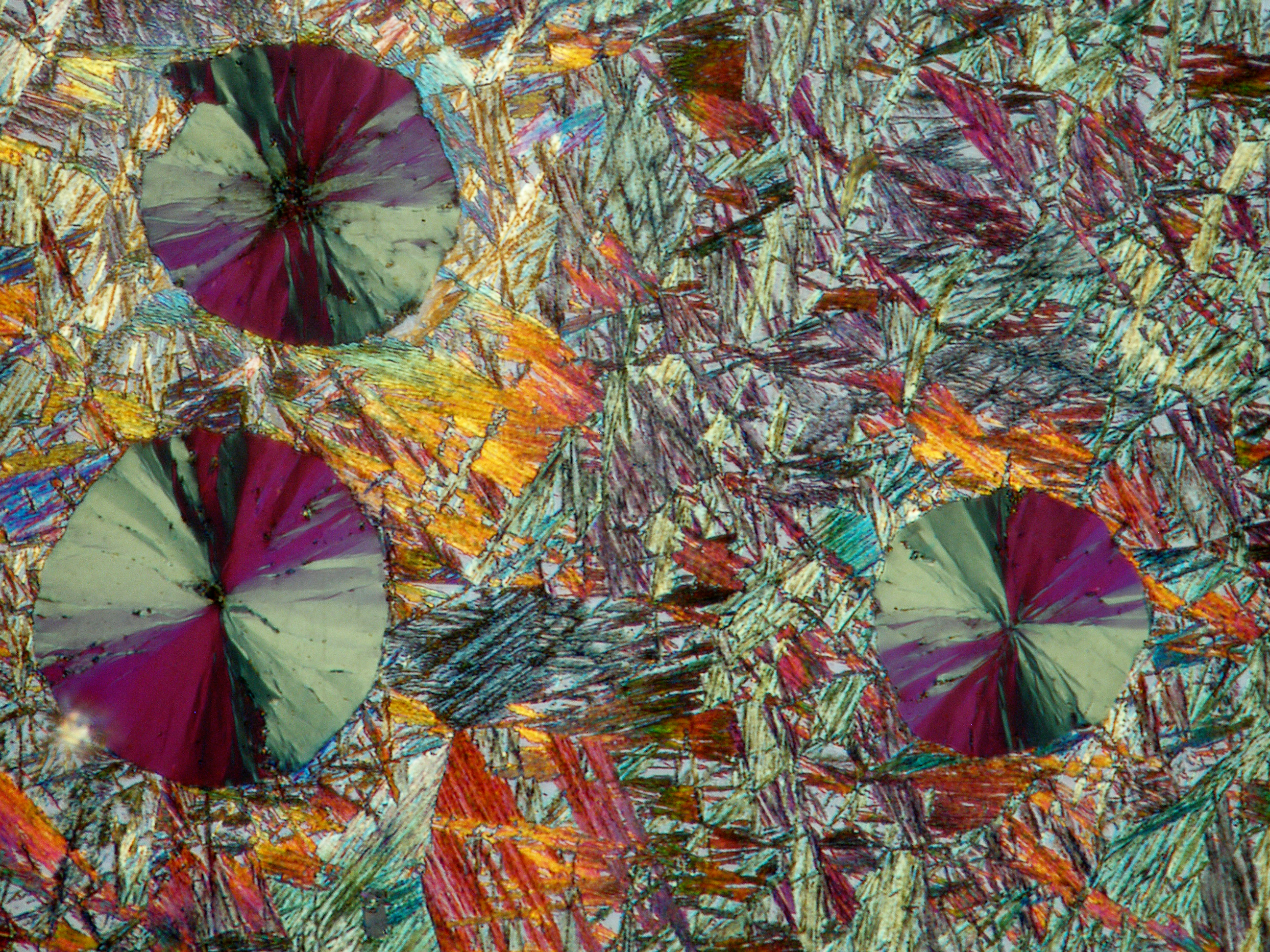
تصویری از ریز ساختار چدن داکتیل پس از انجام عملیات حرارتی آس‌پُخت (austempering)

- افزایش استحکام خستگی